# NGC 4167
NGC 4167 (NGC 4163) je nepravilna galaktika u zviježđu Lovačkim psima. Naknadno je utvrđeno da je NGC 4163 ista galaktika.

## Vanjske poveznice
- (eng.) SEDS: NGC 4167
- (eng.) Revidirani Novi opći katalog
- (eng.) Izvangalaktička baza podataka NASA-e i IPAC-a
- (eng.) Astronomska baza podataka SIMBAD
- (eng.) VizieR